# Draško Brguljan
Draško Brguljan (cyryl. Драшко Бргуљан, ur. 27 grudnia 1984 w Essen, Niemcy) – czarnogórski piłkarz wodny, olimpijczyk.
W 2005 roku w barwach Serbii i Czarnogóry zdobył brązowy medal w igrzyskach śródziemnomorskich. Dwukrotnie reprezentował swój kraj na igrzyskach olimpijskich; w 2008 w Pekinie i 2012 w Londynie. W obu przypadkach zajmując wraz z drużyną czwarte miejsce. Zawodnik występował w węgierskim klubie Vasas Budapest, i czarnogórskim VK Primorac.